# 張芳燮
張芳燮（1914年8月20日—1994年5月26日），字雪峰，桃園楊梅人（客家人），祖籍廣東饒平，臺灣政治人物，中國國民黨籍。曾歷任臨時省議會議員、縣長。

## 生平
張芳燮於1914年（大正三年）8月20日在楊梅出生，先後畢業於楊梅公學校與新竹州立新竹中學校。1933年至日本中央大學攻讀法律系。1938年與楊梅地區的望族黃連珍結為連理，同年前往滿洲國，先於興福製粉株式會社，擔任滿洲製粉聯合會計畫課長，後進入工業界，擔任興亞工業株式會社總經理，新京市鐵工業同業公會理事長。接收東北後擔任遼北省政府參事。
張芳燮回臺後，1949年擔任臺灣省建設廳總務科長、專門委員、臺灣省礦區調整委員會委員，1951年5月擔任省政府參議。1951年臺灣省臨時省議會議員選舉，以最高票當選，1954年以43,730票蟬聯第二屆臨時省議會議員，後加入國民黨，在1955年12月加入第五工作小組，從事社運研究、民意及政府機關的組織活動工作。1956年3月至1981年4月擔任中國國民黨臺灣省黨部委員、黨團書記。
張芳燮曾投資姜阿新經營的永光茶葉公司，1955年擔任臺灣區製茶公會理事長，又兼任松山油漆廠董事長，1953年加入《中華日報》的經營，1957年任《中華日報》董事。張議員在臨時省議會的問政涵蓋經濟、地方建設、教育等議題，加入經建審查委員會委員。
其於省議會上曾提出以下幾點：
- 1946至1947年桃園新竹發生嚴重旱災，兩地農作物僅有二成收成，農民全賴借貸度日。張芳燮提出建築石門水庫。
- 督促電力公司將花蓮縣富里鄉線路延至臺東縣池上鄉，及將枋寮之線路延長至屏東縣恆春鎮。
- 桃園石門設置水泥廠，以供應水庫建設及外銷。
- 興建新竹縣寶山水庫。
- 提請政府撥款拓寬桃園縣大溪至角板鄉交通道路。
- 將角板山改為乙級管制區，以利觀光。
- 在新竹市建平板玻璃設備生產廠。
- 臺灣大學財政拮据，成為世界一流大學目標難以實現，應再提高其預算。而中美國情互異，臺灣大學不宜全盤遽允與美國之學術合作。
- 放寬初級中學升級為高中之標準，並請省政府增加私立學校補助金。
- 增設新竹第二中學，以紓緩青年學生之就學問題，並將楊梅中學升格為省立中學。
- 二次戰後以來，教科書內容未能切合學童心理，無法提起學生之學習興趣，請教育局研究「適合本省環境之教育方案」。
- 特別錄取花蓮、臺東偏遠地帶畢業生就業考試。
- 高中生通過就業考試，未修畢軍訓者，得先分配職業後再補修軍訓。
- 臺灣地方豬隻運至臺北市家畜市場拍賣常被拖延時間處理，以減輕重量，張芳燮認為該家畜市場未善盡調節功能及確保肉品衛生，應加以改組。

二次大戰後，桃園大圳的灌溉問題越來越嚴重，幾次乾旱重創地方農業，雖然1948年臺灣省水利局就開始探勘石門，限於經費與技術，石門水庫計畫一再擱置，因此桃竹地方社會人士組織石門水庫建設促進委員會，以督促政府執行水庫之興建。張芳燮負責促進委員會之宣傳組工作，向海內外各界石門水庫工程的必要性。桃園自縣長民選以來有南北區閩客輪流執政的共識，以兩任為一輪。第三屆縣長選舉適逢輪到應由南區執政，張芳燮由國民黨提名，代表南區的地方勢力參選，受張廖簡宗親會支持，順利當選，成為桃園縣第一位南區客家縣長。任內注重基層建設，採取維持農業生產，積極爭取桃園工業區設置的「農工並重」策略。1960年，政府將桃園指定為臺灣的工業示範區，桃園市及楊梅鎮編為工業區。1960年，張議員又回到省政府擔任參議及臺灣省山地農牧資源開發計畫委員會副主任委員，負責籌畫山地農牧局及山地開發，1961年4月被派任為臺灣省山地農牧局首任局長。
自農牧局卸任後，轉入金融界；1964年擔任臺灣合會儲蓄公司常駐監察人；1970年接任臺灣合會儲蓄公司董事長，1975年，將合會儲蓄公司改制為銀行；1976年又將其改制為中小企業銀行，擔任第一屆董事長，1976年擔任華南銀行董事長。張芳燮尚擔任中日文化經濟協會（現台日文化經濟協會）理事、中韓文化協會（現知韓文化協會）名譽理事、中阿文化經濟協會名譽理事。
在地方社會之宗親事務上，張芳燮1952年參與褒忠亭義民廟管理工作，1970年接任管理人主席、義民中學董事長。世界龍岡親義總會為劉、關、張、趙四姓之國際宗親組織，張議員擔任張姓會長多年，曾擔任世界客屬總會駐會常務理事及永久名譽會長。張議員喜好軟式網球運動，求學時曾代表學校參加校際競賽。1973年籌組中華民國軟式網球協會，任首屆理事長，籌組國際軟式網球聯合會，籌辦軟網國際賽事。又擔任高爾夫球協會、中華奧林匹克委員會及中華全國體育協進會理事等職務。1994年5月，因病逝世，享壽81歲。獲總統明令褒揚覆蓋黨旗、國旗，獲褒揚令。

## 家族
- 父張殿華，曾任楊梅壢區長、楊梅農業組合長。
- 妻子黃連珍。
- 兄張芳杰，曾任桃園縣立楊梅中學校長。

| 政府职务      | 政府职务                                     | 政府职务      |
| ------------- | -------------------------------------------- | ------------- |
| 桃園縣政府    |                                              |               |
| 前任： 徐崇德 | 桃園縣縣長 第三任 1957年6月2日－1960年6月2日 | 繼任： 吳鴻麟 |